# مجمع صناعي
يعتبر المجمع الصناعي (بالإنجليزية: Industrial complex)، مفهومًا اجتماعيًا اقتصاديًا حيث تتشابك الشركات في النظم أو المؤسسات الاجتماعية أو السياسية، مما يخلق أو يدعم اقتصادًا ربحيًا من هذه الأنظمة. ويقال أن مثل هذا المجمع يسعى إلى تحقيق مصالحه المالية الخاصة بصرف النظر عن مصالح المجتمع والأفراد، وغالباً على حسابها. قد تكون الأعمال داخل مجمع صناعي تم إنشاؤها لتعزيز هدف اجتماعي أو سياسي، ولكن غالبًا ما تُحقق الربح عندما لا يتم تحقيق الهدف. قد يستفيد المجمع الصناعي مالياً من الحفاظ على أنظمة ضارة اجتماعياً أو غير فعالة.

## التاريخ
روج هذا المفهوم من قبل الرئيس دوايت أيزنهاور في خطابه الوداعي في 17 يناير 1961. وصف أيزنهاور «تهديدًا للحكومة الديمقراطية»  يسمى المجمع الصناعي العسكري. اشتمل هذا المجمع على المؤسسة العسكرية التي تكتسب «نفوذًا لا مبرر له» على العوالم الاقتصادية والسياسية والروحية للمجتمع الأمريكي بسبب ربحية صناعة الأسلحة الأمريكية وعدد المواطنين العاملين في مختلف فروع الخدمة العسكرية، وصناعة الأسلحة، والشركات الأخرى التي تقدم البضائع إلى الجيش الأمريكي. ينشأ «المجمع» من إنشاء اقتصاد متعدد الأطراف يخدم الأهداف العسكرية، وكذلك المفارقة الذي تنشأ من هدف التعددية (الربح المستدام) باعتباره مناقضًا للهدف النظري للجيش (السلام).

## الاستخدامات
في كثير من الحالات، يشير المجمع الصناعي إلى تضارب في المصالح بين غرض اجتماعي وسياسي مزعوم للمؤسسة والمصالح المالية للشركات والوكالات الحكومية التي تستفيد من السعي لتحقيق مثل هذا الغرض، عندما يؤدي تحقيق الغرض المذكور إلى خسارة لتلك الشركات. على سبيل المثال، الغرض المزعوم من نظام العقوبات الأمريكي هو مساعدة المجرمين في أن يصبحوا مواطنين ملتزمين بالقانون ومع ذلك، فإن مجمع السجون الصناعي يعتمد على عدد كبير من السجناء، وبالتالي الاعتماد على فشل النظام الجنائي في تحقيق هدفه المتمثل في الإصلاح الجنائي. في هذه الأنواع من الحالات، غالبًا ما يُعتقد أن الوكالات الحكومية تستفيد مالياً من التصنيع المؤسسي، وربما تآكل دوافعها لتشريع مثل هذه المؤسسات بطرق قد تكون مفيدة اجتماعيًا.
كما تم استخدام مفهوم المجمع الصناعي بشكل غير رسمي للدلالة على الخلق الاصطناعي، والتضخم، أو التلاعب بالقيمة المجتمعية للمؤسسة من أجل زيادة فرص الربح، خاصة من خلال الأعمال المتخصصة والمنتجات المتخصصة.

## أمثلة
داخل المجمع الصناعي العسكري، تستفيد الشركات التي تزود الجيش بالزي الرسمي والمدفعية، حيث تستفيد من الحرب وتتضرر من السلام.
داخل مجمع صناعة السجون، تصل الأعمال إلى العمال من السجناء أقل تكلفة من العمل المدني، وبالتالي تستفيد من معدلات الحبس العالية.
داخل المجمع الطبي الصناعي، تتطلب المستشفيات وشركات الأدوية أن يكون هناك زيادة في المرضى، وبالتالي فإن المصالح التجارية تتعارض مع هدف جعل الناس أصحاء.

## التطبيقات
يتم تطبيق مصطلح «مجمع صناعي» على ما يلي:
- المجمع الصناعي العسكري
- مجمع السجون الصناعي [3]
- مجمع صناعي طبي
- المجمع الأكاديمي الصناعي[4][5][6]
- مجمع الزفاف الصناعي
- مجمع الطلاق الصناعي
- مجمع المشاهير الصناعي
- مجمع صناعي للأطفال[7][8][9]
- مجمع الدين الصناعي
- مجمع صناعي رياضي
- مجمع صناعي غير ربحي[10]